# شينوسية برازيلية
شينوسية برازيلية (الاسم العلمي:Schinopsis brasiliensis) هي نوع من النباتات تتبع جنس الشينوسية من الفصيلة البطمية.